# Сен-Сьерж-ла-Сер
Сен-Сьерж-ла-Сер (фр. Saint-Cierge-la-Serre, окс. Sant Cierge la Serre) — коммуна во Франции, находится в регионе Рона — Альпы. Департамент коммуны — Ардеш. Входит в состав кантона Ла-Вульт-сюр-Рон. Округ коммуны — Прива.
Код INSEE коммуны 07221.

## Население
Население коммуны на 2008 год составляло 233 человека.
| 1962 | 1968 | 1975 | 1982 | 1990 | 1999 | 2008 |
| ---- | ---- | ---- | ---- | ---- | ---- | ---- |
| 242  | 256  | 222  | 186  | 182  | 198  | 233  |

## Экономика
В 2007 году среди 134 человек в трудоспособном возрасте (15-64 лет) 102 были экономически активными, 32 — неактивными (показатель активности — 76,1 %, в 1999 году было 78,1 %). Из 102 активных работали 89 человек (51 мужчина и 38 женщин), безработных было 13 (5 мужчин и 8 женщин). Среди 32 неактивных 10 человек были учениками или студентами, 10 — пенсионерами, 12 были неактивными по другим причинам.